# Кутниковий відбивач

Принцип дії

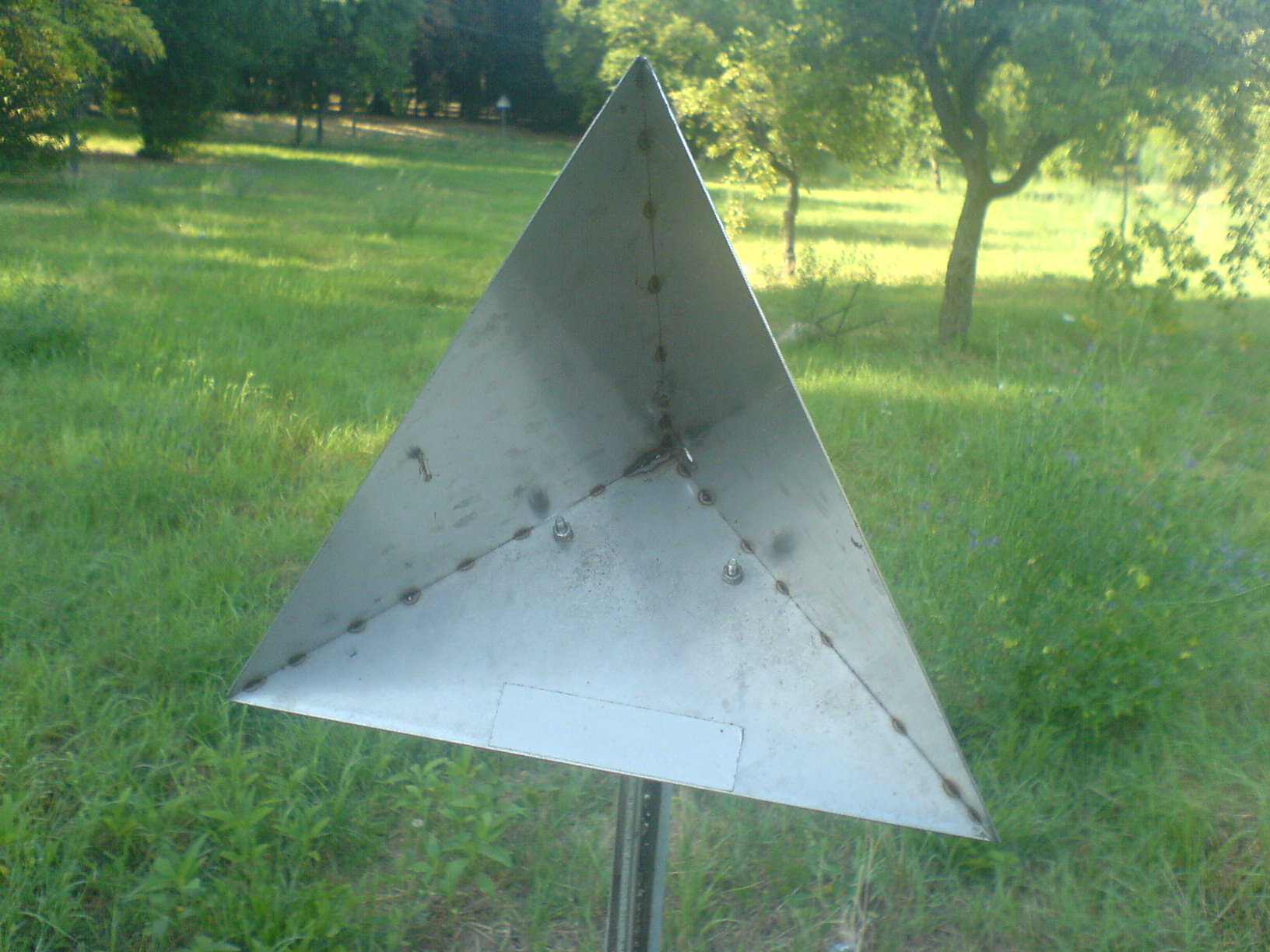
Рупор (кутниковий відбивач) для тестування радара

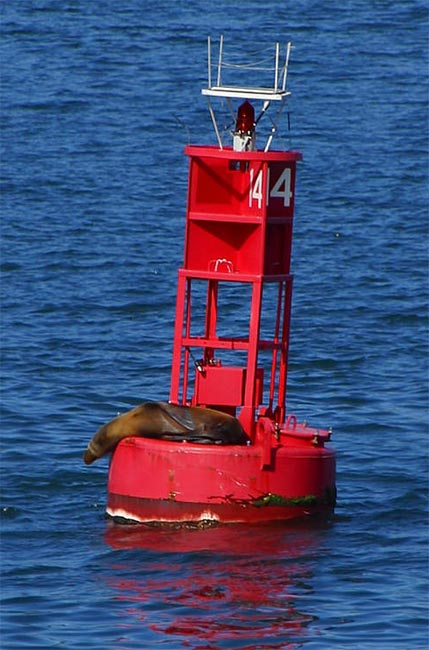
Буй в бухті м. Сан-Дієго. Нижче електронної лампи (там, де цифри 14) можна побачити здвоєний по вертикалі кутниковий відбивач сигналів радара

Кутниковий відбивач (англ. Corner reflector) — пристрій у вигляді прямокутного тетраедра із взаємно перпендикулярними відбиваючими площинами. Промінь, який падає на кутниковий відбивач, відбивається строго в оберненому напрямку.

## Принцип дії[1]
Розглянемо випадок, коли падаючий промінь не є перпендикулярним до жодної з площин. Інші випадки розглядаються аналогічно.
Нехай напрямний вектор падаючого променя має в системі координат, осі якої перпендикулярні до площин кутникового відбивача, координати (a, b, c). Падаючий промінь відіб'ється послідовно від усіх трьох дзеркальних поверхонь. Після першого відбиття його напрямний вектор дорівнюватиме (-a, b, c), після другого (-a, -b, c), після третього — (-a, -b, -c). Зрозуміло, що вектор (-a, -b, -c) спрямований протилежно до напрямного вектора вихідного променя.

## Особливості виготовлення
Попри однаковий принцип дії, відбивачі для оптичних та радіохвиль відрізняються виконанням.
Відбивачі для оптичного діапазону, зазвичай, виготовляють у вигляді прямокутного тетраедра з прозорого матеріалу (скло, прозорі пластики). Промені світла відбиваються від граней за рахунок ефекту повного внутрішнього відбиття. Увесь відбивач складається з великої кількості тетраедрів. З боку, звідки приходять промені, кожна комірка виглядає як рівносторонній трикутник. Таким чином добиваються мінімальної товщини всього пристрою і його вартості без будь-якої шкоди для основної функції.
В особливих випадках, коли потрібна особлива точність відбиття, зменшенням розмірів нехтують, щоб отримати якнайвищу точність виготовлення.

## Знамениті застосування кутникових відбивачів
Кутниковий відбивач планетоходу «Луноход-1» забезпечив порядку 20 вимірювань в 1971–1972 роках, але потім його точне розташування було втрачено. 22 квітня 2010 року американські вчені з університету Каліфорнії в Сан-Дієго повідомили, що змогли вперше з 1971 року прийняти лазерний промінь від кутникового відбивача «Луноход-1».
Кутниковий відбивач був встановлений на автоматичній станції «Луна-21». З поверхні Землі ділянка Місяця, на якій знаходилась автоматична станція з кутниковим відбивачем, була освітлена променем лазера. Промінь повернувся в те ж місце, де знаходився лазер. Вимірявши точний час від моменту включення лазера до моменту повернення сигналу, вдалося з досить високою точністю (до 40 см) знайти відстань від поверхні Землі (від лазера) до поверхні Місяця (кутникового відбивача станції).

## Застосування на практиці
Кутникові відбивачі зазвичай використовуються для:
- точного вимірювання відстаней (для лазерної локації Місяця, штучних супутників Землі, топографічної зйомки, будівництва);
- повернення випромінювання точно назад (катафот, хибні цілі та пастки радіоелектронної боротьби, підвищення помітності навігаційних знаків для радіолокаторів суден).